# Caso de abuso e ritual satânico do Condado de Thurston
O caso de abuso com ritual satânico do condado de Thurston, foi um caso em que Paul Ingram, dirigente do Partido Republicano do Condado de Thurston, Washington, e o Chefe Civil-Adjunto do departamento do Xerife, foi acusado de abuso sexual por suas filhas, de abuso em ritual satânico por pelo menos, uma de suas filhas e, mais tarde, acusado por seu filho, em 1996, da abusar dele desde quando ele tinha de 4 anos até seus 12 anos.
A confissão de Ingram foi ficando cada vez mais elaborada e detalhada, e as filhas de Ingram e suas amigas, posteriormente, acusaram também um considerável número colegas de trabalho de Ingram.[carece de fontes?]
Originalmente ele se declarou culpado, mas desde então tem se declarado inocente e alegado que sua confissão foi coagida. Após declarar-se culpado, ele tentou retirar o seu apelo e pediu um julgamento ou clemência, mas seus pedidos foram recusados. De acordo com o tribunal, o julgamento original tinha conduzido uma extensa investigação sobre o problema da coerção e descobriu que a Ingram foi incapaz de provar essas alegações, e que sua apelação também era incapaz de prova-las. Ingram foi solto em 2003, depois de cumprir a sua sentença.
O caso é frequentemente citado pelos defensores de que o rituais satânicos com abusos sexuais existem, sendo visto como uma prova de tal fato, já que Ingram foi considerado culpado; no entanto, Ingram nunca foi acusado de "ritual satânico com abuso sexual", mas teve seis acusações de estupro, e recebeu uma pena consideravelmente mais longa do que o usual (em vez de um período máximo de três anos e meio, ele foi condenado a vinte anos); já uma visão de que tudo seria fruto de falsas memórias e apresentada no capítulo 9 do livro "O mundo assombrado pelos demônios".
Os aspectos "satânicos" do caso foram ignorados pelo ministério público e a aparência de Satanás foi parte integrante das confissões de Ingram. O caso foi comparado com aos julgamentos de bruxas, como os de julgamentos de bruxas de Salem.

## Preliminares
As acusações apareceram em um momento em que diversas questões vinham sendo levantadas sobre a precisão das lembranças de infância, abuso e incesto. Livros como o de auto-ajuda Coragem para Curar, a desacreditada autobiografia sobre abusos ritualísticos chamada Michelle Remembers, e trabalhos de pesquisadores, tais como Elizabeth Loftus, trabalhavam para apoiar, contrariar e desafiar crenças convencionais sobre como a memória e a repressão funcionam, ou, se esta última sequer existia.
As filhas de Ingram tinham frequentado terapias, uma antes do início da manifestação, a outra, enquanto o julgamento ainda estava em andamento. Ingram e sua família também eram membros de uma igreja pentecostal local que promovia a ideia de que Satanás pode controlar a mente dos cristãos, levá-los a cometer crimes, em seguida, remover as memórias, e que Deus não permitiria que memórias falsas e prejudiciais vieseem à mente. Além disso, em um retiro espiritual, uma mulher que alegou possuir poderes proféticos disse à filha de Ingram que ela tinha sido abusada sexualmente pelo seu pai.

## Acusações
Ingram foi acusado de abusar sexualmente de suas duas filhas ao longo de anos. Inicialmente, Ericka, sua filha mais velha, afirmou que esses abusos tinham acabado em 1979, mas, mais tarde, sua filha Julie disse que eles ocorreram há menos de cinco anos. Quando Ingram foi interrogado pela primeira vez, em 1988, pelo xerife Gary Edwards e pelo sub-xerife Neil McClanahan, ele "basicamente confessou durante os primeiros cinco minutos", como McLanahan disse mais tarde.
Conforme o caso prosseguiu, o escopo e a quantidade de detalhes das acusações aumentaram. Ingram também foi acusado de participar de centenas de rituais satânicos, incluindo o assassinato de vinte e cinco bebês. Ericka alegou que ela tinha contraído uma doença sexualmente transmissível dele, e que tinha engravidado dele, mas o bebê fora abortado.

## Hipótese das falsas memórias
O psicólogo Richard Ofshe afirmou que Ingram, por causa de sua longa e rotineira experiência em sua igreja, inadvertidamente, foi hipnotizado por figuras de autoridade que realizaram o interrogatório, embora profissionais de saúde mental não estivessem presentes, e que as confissões foram o resultado de falsas memórias implantadas com a sugestões. Ofshe testou essa hipótese dizendo à Ingram que um filho e a filha haviam o acusado de forçá-los a cometer incesto uns com os outros. Oficiais tinham anteriormente acusado Ingram disso, mas ele negou, e também negou essa acusação de Ofshe. Ofshe então instruiu Ingram a se concentrar sobre essas alegações usando as técnicas de recuperação de memória que ele tinha usado nas outras acusações, e mais tarde Ingram produziu uma confissão detalhada por escrito sobre como forçou seus filhos a cometer incesto. Questionando a filha, que supostamente teria participado desse caso de incesto, ela negou que tal incidente tinha ocorrido. Após ser informado que tal acusação não tinha sido feita por seu filho nem por sua filha, Ingram recusou-se a acreditar que o incidente não era real, e disse sobre a lembrança do incidente: "é tão real para mim como qualquer outra coisa". Ofshe foi, assim, convencido de que as confissões de Ingram eram apenas o resultado de um extenso interrogatório e sessões de perguntas sendo aplicadas a indivíduo excepcionalmente sugestionável. Ele forneceu um relatório sobre a sua teoria, mas a promotoria inicialmente recusou-se a utilizá-lo para a defesa, só fazendo então, depois de ser forçado pelo juiz. Ofshe mais tarde relatou o incidente em uma revista científica.

## Lembrando Satanás
A história de Ingram tornou-se a base do livro Lembrando Satanás, de Lawrence Wright. O caso de Ingram também foi a base para o filme Pecados Esquecidos, em que John Shea atuou como o "xerife Mateus Bradshaw". Richard Ofshe, a única pessoa cujo nome não foi alterado para o filme, confirma que ele é baseado no caso de Ingram. Lawrence Wright, autor de Lembrar Satanás, recebeu uma "Story by" WGA crédito pelo filme.